# Hải sâm vú
Hải sâm vú (danh pháp: Holothuria nobilis) là một loài hải sâm có giá trị kinh tế lớn do có kích thước khá lớn, thích hợp cho nuôi trồng, đánh bắt và chế biến thực phẩm. Trên thế giới, hải sâm vú phân bố ở vùng đảo Mascarene, đông Phi Châu và Madagascar, biển Đỏ, Maldive, Ấn Độ, Axtrâylia, Philippin, Trung Quốc, Nhật Bản, nam Thái Bình Dương. Ở Việt Nam, hải sâm vú phân bố ở vùng biển Phú Yên, Khánh Hòa, Bình Thuận và các hải đảo như Trường Sa và Côn Đảo. (Theo Danh lục đỏ Việt Nam (2003) phần động vật.